# Dar Ould Zidouh
Dar Ould Zidouh (franska: Dar Ould Zidouh (CR), Dar Ould Zidouh (Commune Rurale), arabiska: سيدي جابر) är en kommun i Marocko.   Den ligger i provinsen Fquih Ben Salah och regionen Béni Mellal-Khénifra, 190 km söder om huvudstaden Rabat. Antalet invånare är 17 794.